# Martin Hlaváček
Martin Hlaváček, né le 14 janvier 1980 à Prague, est un homme politique tchèque. Il est député européen depuis 2019 pour le parti ANO 2011.

## Biographie

### Carrière politique
Lors des élections au Parlement européen en mai 2019, il a été élu député européen en tant qu'indépendant sur la liste du mouvement ANO 2011, où il figurait en troisième position sur la liste des candidats.
Lors des élections au Parlement européen de juin 2024, il a défendu son mandat de député européen, toujours en tant qu'indépendant sur la liste du mouvement ANO, où il occupait la quatrième position. Le mouvement a remporté les élections et Hlaváček a obtenu 10 662 voix préférentielles, confirmant ainsi son mandat. Cependant, en juillet 2024, il a déclaré qu'il ne pourrait pas accepter le mandat de député européen pour des raisons personnelles graves. Son remplaçant a été Tomáš Kubín.